# Acrobeles sinensis
Acrobeles sinensis is een rondwormensoort. De wetenschappelijke naam van de soort is voor het eerst geldig gepubliceerd in 1930 door Kreis.